# Ein Blatt Papier
Ein Blatt Papier ist ein Kriminalfilm von 1916 aus der Filmreihe Joe Deebs.

## Handlung
Joe Deebs muss sich mehrere Male verkleiden und nach Amerika reisen, um einem Mann nach dessen Suche nach dem verschwundenen Vater behilflich zu sein. Das Dokument (=Ein Blatt Papier), das er dabei findet, hilft dem rechtmäßigen Besitzer, dem Vater, wieder zu seinem unrechtmäßig entwendeten Gut zu kommen. Dabei versöhnt er Vater und Sohn.

## Hintergrund
Der Film hat eine Länge von vier Akten. Produziert wurde er von May-Film GmbH Berlin (Nr. 8). Die Zensur durchlief Ein Blatt Papier im April 1916. Die Polizei Berlin belegte den Film mit einem Jugendverbot (Nr. 39201), die Polizei München erlaubte keine Ankündigung als Detektivfilm (Nr. 21435, 21436, 21437, 21438). 
Die Uraufführung fand am 12. April 1916 oder am 12. Mai 1916 im Tauentzienpalast in Berlin statt.